# Deckenventilator

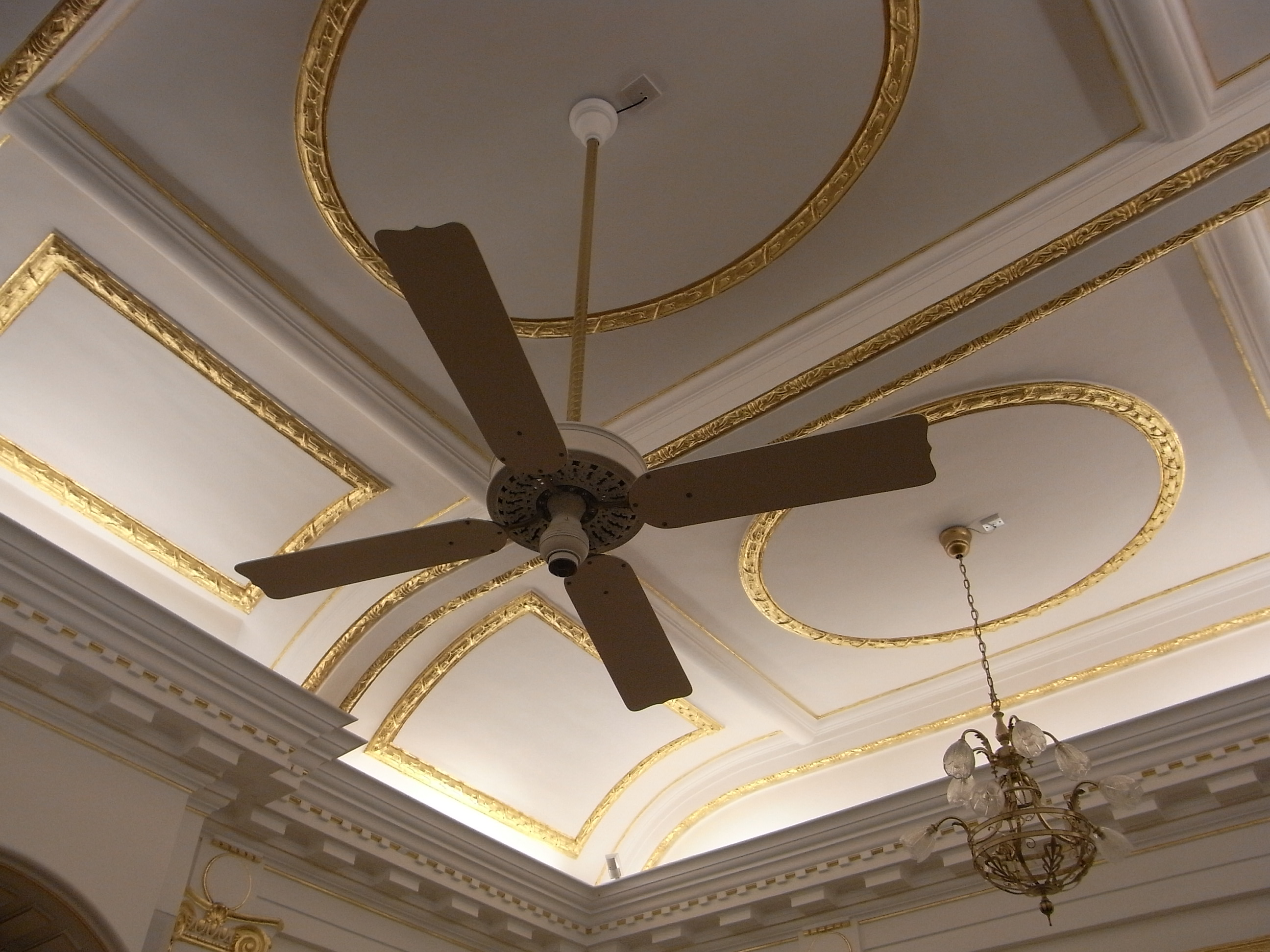
Deckenventilator

Ein Deckenventilator ist eine Strömungsmaschine zur Unterstützung der Luftzirkulation in einem Wohn- oder Geschäftsraum. Während in tropischen Gebieten Deckenventilatoren bereits bei Einführung der Elektrifizierung das Alltagsbild insbesondere in öffentlichen Gebäuden prägten, finden die Geräte inzwischen auch in nördlichen Breiten zunehmend Akzeptanz. Sie stellen eine Alternative zu den oftmals lauten und merklich Zugluft erzeugenden Standventilatoren dar und können mitunter eine kostspielige Klimaanlage ersetzen. Der Betrieb eines Deckenventilators im Winter kann durch die bessere Luftverteilung im Raum zur Senkung der Heizkosten beitragen.

## Wirkungsweise
Der Ventilator setzt die Luftmasse, insbesondere im geschlossenen Wohnraum, in Bewegung. Der resultierende Luftstrom lässt auf der menschlichen Haut Verdunstungskälte entstehen. Im Gegensatz zur Klimaanlage ist der Ventilator jedoch nicht in der Lage, die Raumluft selbst abzukühlen. Die Platzierung des Gerätes an der Decke sorgt für eine gleichmäßige und effektive Umwälzung der Luftmasse eines Raumes und ist daher mit den meist punktuell wirkenden Tischventilatoren nicht vergleichbar. Selbst bei hohen Temperaturen kann so ein als angenehm empfundenes Raumklima erreicht und auf den Einsatz einer kostspieligeren sowie umweltschädlicheren Klimaanlage verzichtet werden.

## Ausführungen
Deckenventilatoren gibt es in vielen Ausführungen. Diese reichen von der einfachen Ausstattung, die lediglich den technischen Gebrauchswert unterstreicht und entsprechend schlicht gehalten ist, bis hin zur aufwändigen und dekorativen Ausführung, die mitunter hochwertige Materialien wie Messing oder Chrom sowie Holz mit Rattaneinlagen aufweist. Hochwertige Geräte sind meist für den Betrieb in Wohnräumen gedacht und im Design an klassische Geräte angelehnt, während die Standardgeräte eher im Gastronomie- oder Imbissbereich zum Einsatz kommen. Viele Geräte verfügen zudem über eine (getrennt vom Motor ein- und ausschaltbare) Beleuchtung. Damit kann ein in der Mitte des Raumes angebrachter Deckenventilator als vollständiger Ersatz für die nötige Raumbeleuchtung verwendet werden.

## Aufbau

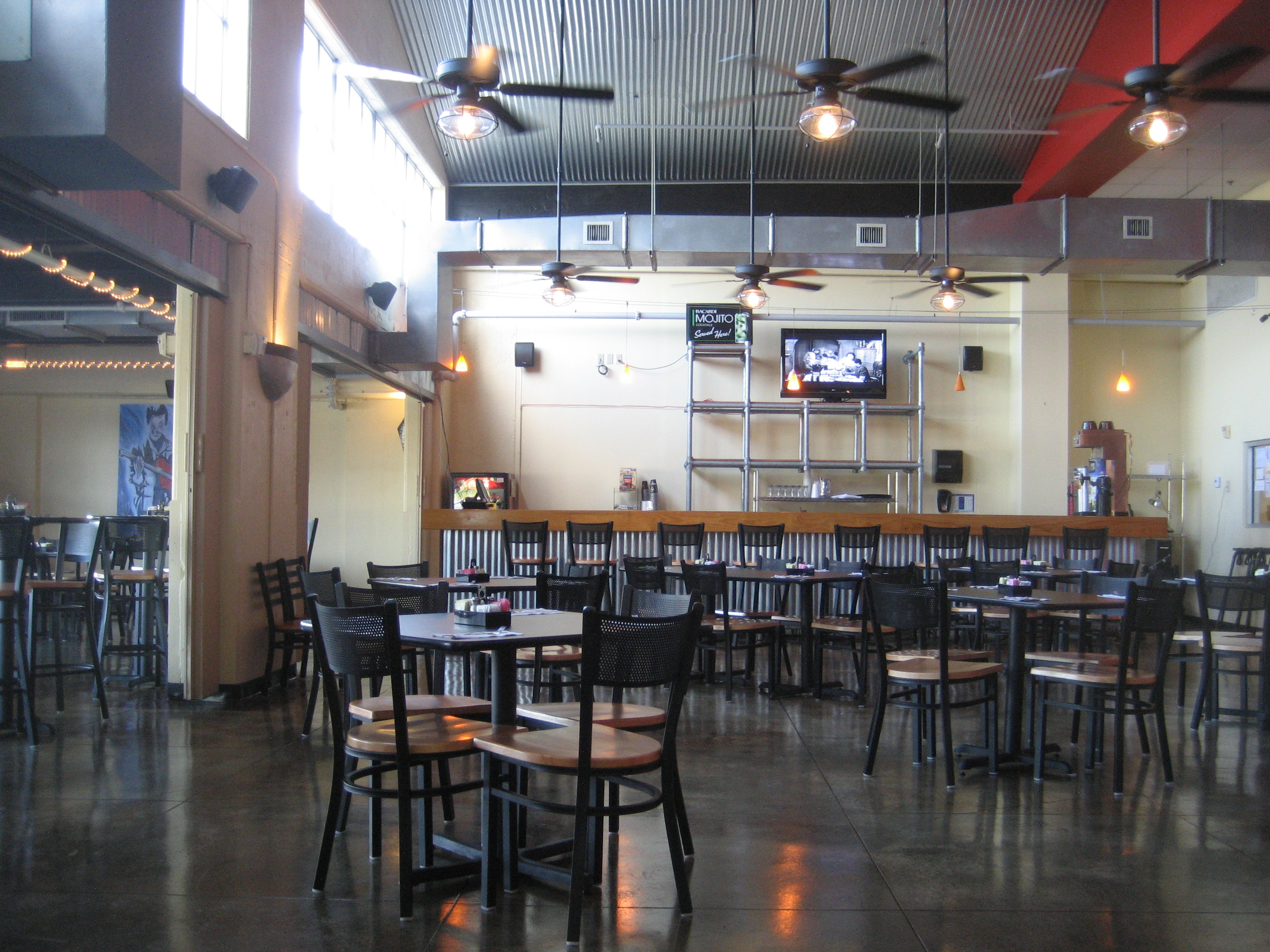
Mehrere Deckenventilatoren in einer Bar

In Anbetracht des Eigengewichts und der Drehbewegung muss der Deckenventilator fest und sicher an der Decke montiert werden. Hierzu kommt meist eine stabile Metallkonstruktion, die als Stange, Kreuz oder Teller geformt mit Schrauben und Dübeln in der Decke verankert wird, zum Einsatz. Ein Baldachin wird anschließend an dieser Metallkonstruktion angeschraubt. Eine Verlängerungsstange, die mit Kugelgelenken sowohl am Baldachin als auch am Motorgehäuse versehen ist, wird verwendet, um eine mögliche Unwucht auszugleichen. Lässt die Deckenhöhe die Verwendung der Verlängerungsstange nicht zu, können Baldachin und Motorgehäuse auch unmittelbar verschraubt werden. Hier kann es allerdings zu Geräuschentwicklung durch den fehlenden Ausgleich der Unwucht kommen. Im Motorgehäuse ist der Antriebsmotor untergebracht, an dessen Rotor unmittelbar die Halterungen für die Rotorblätter angebracht werden. Letztere werden mit mehreren Schrauben an den Halterungen befestigt. Bei Vorhandensein einer Beleuchtung bildet diese den Abschluss der gesamten Konstruktion.

## Motor
Als Antrieb des Ventilators dient ein Elektromotor. Der Stator mit seinen Wicklungen ist in flacher, feststehender Bauweise ausgelegt und vom ebenfalls flachen Drehzylinder umgeben. Letzterer ist oben und unten mit zwei schweren, tellerartigen Gehäusedeckeln, die als Schwungmasse dienen, verschraubt. Üblicherweise werden die Flügel am unteren Gehäusedeckel angeschraubt, seltener oben. Bei hochwertigen Geräten zählen gefettete Lager, Kugellager und die Verwendung von Silizum-Stahl als Transformatorblech sowie Belüftungsöffnungen zu wesentlichen Qualitätsmerkmalen, die sich auf die Lebensdauer gleichermaßen positiv auswirken wie auf die Geräuschentwicklung während des Betriebs.

## Größe und Leistung
Deckenventilatoren sind in Standarddurchmessern von 70, 105 und 132 cm, aber auch in individuellen Größen bis zu 300 cm erhältlich. In der gewöhnlichen Bauweise liegen die Drehzahlen bei ca. 90 min−1 in der kleinsten, ca. 160 min−1 in der mittleren und ca. 210 min−1 in der höchsten Stufe. Es sind zwei-, drei-, vier- oder fünfflügelige Modelle erhältlich. Grundsätzlich sollte stets der größte zur Verfügung stehende Durchmesser gewählt werden, denn ein großes Modell sorgt in der niedrigsten Stufe noch immer für einen höheren Luftdurchsatz als ein kleineres Modell in einer höheren Stufe. Dies ist insbesondere in Anbetracht des Energieverbrauchs als auch bei der Wahl des Einsatzortes (z. B. Schlafzimmer) zu berücksichtigen. Je höher die Leistungsstufe, desto höher die Geräuschentwicklung durch Luftbewegung und Motor.

## Betrieb
Zur Bedienung des Gerätes kommen meist Schnurschalter zum Einsatz. Der Schalter für den Betrieb des Ventilators weist i. d. R. drei Stufen zur Regulierung der Drehzahl auf. Da das Anlaufen mit niedriger Drehzahl zu vermeiden ist, läuft das Gerät in der höchsten Stufe an und wird mit jeder Betätigung des Schnurschalters um eine Stufe reduziert. Das Einschalten der Beleuchtung erfolgt ebenfalls über einen Schnurschalter, während die Wahl der Drehrichtung meist über einen Schiebeschalter geschieht.

## Drehrichtung
Die Auswahl der Drehrichtung ist gleichzusetzen mit Sommer- bzw. Winterbetrieb. Während in den warmen Jahreszeiten der Luftzug nach unten gerichtet wird, erfolgt in den kalten Jahreszeiten die Ausrichtung des Luftzugs nach oben. Der Einsatz des Deckenventilators während der Heizperiode wirkt sich positiv auf den Energieverbrauch aus. Warme Luft steigt physikalisch bedingt nach oben. Hierdurch kann je nach Raumhöhe und -größe ein Temperaturunterschied bis zu 15 °C zwischen Boden und Decke entstehen. Durch die Drehrichtung nach oben entsteht ein Druck, der die warme Luft an den Wänden hinabführt. Somit gelangt die Warmluft, anstelle nutzlos im oberen Bereich des Raumes zu verbleiben, in den Bereich des Wohnraums, wo sie eigentlich gewünscht wird. Wichtig ist im Winterbetrieb, dass der Ventilator nur auf der kleinsten Stufe läuft, um einen spürbaren Luftzug zu vermeiden.

## Leistungsaufnahme
Die Leistungsaufnahme eines Deckenventilators liegt bei ca. 60 Watt in der höchsten Stufe und ca. 20 Watt in der niedrigsten Stufe. In Anbetracht der vom Gerät erbrachten Leistung – sowohl im Sommer- als auch im Winterbetrieb – sind diese Werte sehr akzeptabel. Des Weiteren ist der Energieverbrauch insbesondere im Sommer sehr einfach steuerbar. Da das Gerät die Luft nicht kühlt, kann es stets dann, wenn sich keine Personen im Raum befinden, ausgeschaltet bleiben. Bei Geräten mit Beleuchtung ist der Energieverbrauch des jeweiligen Leuchtmittels hinzuzurechnen. Der Einsatz von energiesparenden Leuchtmitteln ist möglich, wenn die Leuchtmittel dimmbar sind oder das Gerät über keine Dimmfunktion verfügt.

## Wand- oder Fernbedienung
Um den Bedienkomfort zu erhöhen, besteht die Möglichkeit der Wand- bzw. Fernbedienung. Die wenigsten Geräte sind mit diesen Vorrichtungen serienmäßig ausgestattet und werden meist nachträglich entsprechend ausgerüstet. Die Wandsteuerung ersetzt gewöhnlich den vorhandenen Lichtschalter und erfordert das Vorhandensein einer fünfadrigen Leitung. Sie erlaubt die Steuerung der Drehzahl sowie der Beleuchtung und deren Dimmung. Die Fernbedienung benötigt keine Veränderung der vorhandenen elektrischen Installation und wird in Form des Infrarot-Empfängers am Baldachin des Ventilators angebracht. Neben den bereits erwähnten Funktionen der Wandsteuerung kommt bei der Fernbedienung meist noch die Funktion eines Timers hinzu. Diese erlaubt den zeitlich gesteuerten Einsatz der Laufzeit bzw. der Leistungsstufe. Einige neuere Modelle ersetzen die Wand- oder Fernbedienung durch eine Smartphone-App.
Die Änderung der Drehrichtung ist bei keiner der genannten Lösungen möglich. Hierzu muss ein Schalter unmittelbar am Ventilator betätigt werden.

## Gefahren
Bei ordnungsgemäßer Montage geht kaum eine Gefahr vom Gerät aus. Voraussetzung hierfür ist eine stabile Deckenkonstruktion. Materialbelastende Faktoren sind das Eigengewicht des Ventilators sowie die Rotationsbewegung. Auch wenn durch die Verlängerungsstange Ventilator und Aufhängung weitestgehend entkoppelt sind, kann eine dauerhafte Belastung der Aufhängung nicht gänzlich vermieden werden. Dies ist insbesondere bei Gipsplatten, selbst unter Verwendung von Spezialdübeln, zu beachten. Der Ausgleich einer Unwucht ist mitunter zeitaufwendig. Er kann durch den Austausch der Flügelblätter untereinander ebenso erfolgen wie durch das Anbringen der von vielen Herstellern bereits mitgelieferten Gewichte, die oberhalb der Flügelblätter durch sicheres Aufkleben angebracht werden. Die starken Motoren sind für den Dauerbetrieb geeignet und entsprechend abgesichert. Bei der unmittelbaren Montage ohne Verlängerungsstange sollte gelegentlich die Verschraubung von Motorgehäuse und Baldachin überprüft werden, da eine mögliche Unwucht direkt auf diese Komponenten einwirkt und nicht von der kugelgelagerten Stange abgefangen wird. Die Berührung der Rotorblätter im Betrieb kann Verletzungen verursachen, ebenso das Hineinwerfen von Objekten in den drehenden Ventilator. Es besteht außerdem die Gefahr, dass man sich bei Betriebnahme verkühlt oder die Zugluft Pollen aufwirbelt.

## Geschichte
Bereits vor der Elektrifizierung kamen Raumventilatoren zum Einsatz. Im Jahre 180 n. Chr. soll in China ein Ventilator durch Muskelkraft angetrieben worden sein, um einen Raum zu klimatisieren. Ventilatoren in der heutigen Form wurde 1740 von dem Physiker Stephen Hales erfunden. Ab dem Jahre 1800 wurden im Nahen Osten Modelle eingesetzt, die Wasserkraft als Antrieb nutzten. Schließlich entstanden mit dem Ausbau des Stromnetzes auch die ersten elektrisch betriebenen Deckenventilatoren. 1887 wurde durch den Deutschamerikaner Philip Diehl ein entsprechendes Patent auf einen elektrischen Deckenventilator angemeldet.